# 维贾伊普尔
维贾伊普尔（Vijay Pur），是印度查谟-克什米尔邦Jammu县的一个城镇。总人口6400（2001年）。

## 人口
该地2001年总人口6400人，其中男性3353人，女性3047人；0—6岁人口767人，其中男447人，女320人；识字率73.13%，其中男性为77.15%，女性为68.69%。